# KONAN
KONAN（こなん、1985年〈昭和60年〉3月4日 - ）は、日本の歌手、タレント、元グラビアアイドルで、女性アイドルグループ・SDN48の元メンバー。愛称は、こにゃん。
大阪市生野区出身。3姉妹の末っ子。元ワンエイトプロモーション所属。元アイドルダンスユニットSOUL TIGERメンバー、元レースクイーン。旧芸名、虎南 有美（こなん ゆみ）。

## 略歴
- 2001年から2002年まで、テレビ番組『バトラク』（関西テレビ）から派生した4人組ダンスユニット・SOUL TIGERのメインボーカルとして活動。他のメンバーは吉井弓香、石田裕子、虎南有香。当時、虎南有香と芸名が似ていたため、番組内では『虎南有香』を「虎南有美の従妹」として紹介していた。ちなみに、「虎南有香」という芸名はそれに則ったもので、番組終了以後、この血縁関係に触れられたことはない。
- 集英社主催のヤングジャンプ全国女子高生制服コレクション2001にて、7up!を受賞。同期には沢尻エリカ、長澤奈央など。
- 2005年、ワンエイトプロモーションへ移籍。
- 同年、SUPER GT マッハクイーンズ（雨坪春菜、竹内ともえ、花井ゆき）として活動。
- 同年、芸能人女子フットサル 南葛YJシューターズ（現南葛シューターズ）に所属し、スフィアリーグに参戦。背番号「10」で、ポジションはピヴォ（FW）もしくはアラ（MF）。右サイドからの切れ味が鋭い。
- 2006年、SUPER GT houzan's cosmos CircutLadyとして活動。
- 2007年、グラビアアイドルユニットVENUS（安藤悠美、つばきあみ、永作あいり）を結成。
- 同年、ABCヴィーナスバトル2007〜有名企業イメージガール選択会議（ABC）にて、JINRO、マンダム、『週刊プレイボーイ』（集英社）の各代表からの指名を受け、抽選の結果、『週刊プレイボーイ』誌の宣伝活動を担うこととなった。
- 2008年、テレビ東京のバラエティ番組『おねがい!マスカット』のレギュラー出演者・恵比寿マスカッツの1期生となる。
- 2010年5月15日から、SDN48（2期生）として活動開始[2]。これに伴い、『ちょいとマスカット!』のレギュラー・恵比寿マスカッツを卒業。
- 2010年9月9日、『すっぽんの女たち』（テレビ朝日）番組内でSDN48デビュー曲を歌う選抜メンバー12人を発表、最終順位4位になる（2期生最上位）。
- 2012年3月31日にNHKホールで行われた『SDN48 コンサート「NEXT ENCORE」 in NHKホール』をもってSDN48を卒業。
- 2017年バチェラージャパン、シーズン1に参加。
- 2019年8月1日、東京・秋葉原のAKB48劇場で開催されたSDN48結成10年記念「誘惑のガーター」特別公演に出演。
- 2023年8月20日、自身のInstagramにて結婚したことを報告した[3]。
- 2023年現在、グラビアアイドルとしての活動は行っておらず既に卒業しているものとみられ、タレント業を中心に行っている。
- 2025年5月19日、番組制作会社「SHOW-GUN」の営業部長に就任したことを発表した[4]。

## 人物
- 趣味はダンス、歌、しゃべること。
- 特技はダンス、フットサル、バスケットボール。
- 資格は、漢字検定準2級と習字毛筆7段。
- 芸名の由来には諸説あるが、出身地の大阪をイメージする阪神タイガースから「虎」を[注 1]、大阪府南部出身であるためにそれに「南」を加えた、と本人は語っている[1]。
- 『おねがい!マスカット』、『おねだり!!マスカット』でのキャッチフレーズは「浪速の一匹オオカミ」。強気、関西弁、阪神タイガースファンというキャラクター設定となっている。同番組でのコーナーで、蒼井そらが「ゴリラキャラでよくね?」と発言して以来、番組の内外問わずゴリラの愛称が定着している。なお、KONAN本人は「グラビアをやっているからゴリラキャラはできない」としている。
- 『おねがい!マスカット』と『おねだり!!マスカット』で共演していた川村りかとは、親友である。
- 『ちょいとマスカット!』2010年7月7日放送分で、番組と番組内ユニット「恵比寿マスカッツ」を卒業。番組途中では、フェードアウトの形で脱退していくメンバーがほとんどの中、異例とも言える卒業セレモニーが行われた。本人からのコメントや、マスカッツメンバーであるRioの「お手紙」も読まれた。放送3日後の7月10日、『恵比寿マスカッツファーストコンサート 恵比寿マスカッツ殺人事件 〜歌って 踊って 殺されて〜』にサプライズ出演し、ファンの前でもマスカッツ卒業を報告している。

## 参加曲

### 恵比寿マスカッツ時代
恵比寿マスカッツ 1st single
- バナナ・マンゴー・ハイスクール/12の34で泣いて with 涙四姉妹

### SDN48時代

#### シングルCD選抜曲
- GAGAGA
- 天国のドアは3回目のベルで開く - アンダーガールズA名義
- MIN・MIN・MIN
- Everyday、カチューシャ（SDN48 ver.）
- 口説きながら麻布十番 duet with みの もんた
- クリクリ - アンダーガールズA名義

#### 劇場公演ユニット曲
SDN48 1st Stage 2期生「誘惑のガーター」公演
- Never!
- オールイン

### その他
- jyA-Meのカバー・アルバム『With. Me -Duet Cover-』に、花*花の楽曲「さよなら 大好きな人」で参加。
- 自身初ソロアルバム「Burn it up」配信(2015年〜apple musicにて)

## 作品

### 映像作品
- チャンピオンゴールドセレクション Fly away（2006年11月24日、ENFD-4105、発売元：秋田書店、販売元：イーネット・フロンティア）
- KANON THE SEXY KONAN（2007年6月22日、IDG-0021、発売元・販売元：彩文堂出版、販売協力：オルスタックピクチャーズ）
- VENUS〜私の真実の愛〜（2007年7月15日、ENFD-5054、発売元・販売元：イーネット・フロンティア）
- KONAN-ism（2007年7月22日、ENFD-5067、発売元・販売元：イーネット・フロンティア）
- コナミルク（2008年2月22日、TSDV-41167、発売元・販売元：竹書房）
- アイドルワン With You（2008年7月20日、LCDV-40323、発売元：ラインコミュニケーションズ）
- CHINANの癒しまっくす（完全版）（2008年8月、GAZA003、発売元・販売元：ネットプライス）ネット予約専売 - 福永ちなと共演
- CHINANの癒しまっくす（2008年11月21日、NPEF003、発売元：ネットプライス、販売元：イーネット・フロンティア） - 福永ちなと共演
- KONAN WINDS〜癒しの風〜（2009年1月22日、TRID-084、発売元・販売元：トリコ）
- 催眠遊戯 〜アイドールKONAN with 永作あいり〜（2010年1月1日、RMQ-010、RMQプロジェクト CHIQエンタープライズ） - 永作あいりと共演
- 催眠遊戯 〜アイドール永作あいり with KONAN〜（2010年1月1日、RMQ-011、RMQプロジェクト CHIQエンタープライズ） - 永作あいりと共演
- 催眠遊戯 〜アイドールズ season3〜 コレクターズBOX（2010年1月1日、RMQ-012、RMQプロジェクト CHIQエンタープライズ） - 永作あいりと共演
- また会えたね!（2010年6月25日、TRST-0036、発売元：Tract、販売元：グラッソ）
- ゆっきーandちゃんこな（2011年4月27日、ENFD-5304、発売元・販売元：イーネット・フロンティア） - 相川友希と共演
- KONANの家こ〜へん?（2011年9月30日、PODVD-0083、発売元・販売元：BNS）
- 大人の魅力（2012年1月27日、TRST-0085、販売元：Tract、発売元：グラッソ）
- NEW SELECT WAY（2012年9月21日、M.B.D.メディアブランド）

番組DVD
- おねがい!マスカット アハハ編（2009年12月2日、ポニーキャニオン）
- おねがい!マスカット ウフフ編（2010年1月6日、ポニーキャニオン）
- ねだり!!マスカット エヘヘ編（2010年7月21日、ポニーキャニオン）
- おねだり!!マスカット オホホ編（2010年9月1日、ポニーキャニオン）
- おねだり!!マスカット キャハハ編（2010年10月20日、ポニーキャニオン）
- 恵比寿マスカッツ殺人事件~歌って踊って殺されて~ THE 1st STAGE（2010年12月8日、ポニーキャニオン）
- ちょいとマスカット! クゥクク編（2011年11月02日、ポニーキャニオン）
- 白黒アンジャッシュ Vol.4（2011年7月20日、ポニーキャニオン）
- 白黒アンジャッシュ Vol.5（2011年8月17日、ポニーキャニオン）
- SDN48+10! Volume.1
- SDN48+10! Volume.2
- SDN48+10! Volume.3
- SDNイジリー Vol.1（「SDNイジリー」制作委員会）
- SDNイジリー Vol.2（「SDNイジリー」制作委員会）
- SDNイジリー Vol.3（「SDNイジリー」制作委員会）
- SDNイジリー Vol.4（「SDNイジリー」制作委員会）
- SDNイジリー Vol.5（「SDNイジリー」制作委員会）
- SDNイジリー Vol.6（「SDNイジリー」制作委員会）
- SDNイジリー コンプリートBOX（「SDNイジリー」制作委員会）Vol.1-6を特製ボックスに同梱したもの
- SDNイジリー 特別版（「SDNイジリー」制作委員会）
- もっでっぞ山形vol.1,vol2（2013年、ポニーキャニオン）
- しくじり先生（2015年10月7日、TVasahi）

## 出演

### テレビ
- 女子アナ一直線!（2007年7月 - 9月、テレビ東京）
- 週刊プレイガール（2007年10月 - 2008年3月、テレビ朝日） - プレイガール
- オビラジR（2007年10月 - 2009年3月、TBS）
- おねがい!マスカット（2008年5月19日 - 2009年3月31日、テレビ東京）
- 志村屋です。志村診察室（2008年12月3日、フジテレビ)
- アイドル@deep（2009年1月16日 - 3月27日、テレビ神奈川）
- 白黒アンジャッシュ（2009年4月 - 2015年6月30日、千葉テレビ）
- おねだり!!マスカット（2009年4月7日 - 2010年3月29日、テレビ東京）
- ちょいとマスカット!（2010年4月7日 - 7月7日、テレビ東京）
- キャンパスナイトフジ（2010年2月19日・3月12日、フジテレビ）
- すっぽんの女たち（2010年6月23日・8月4日・11日、テレビ朝日）
- 近未来回胴伝説 ガチスロ（テレビ埼玉ほか）
- めちゃ×２イケてるッ！（2011年9月、フジテレビ）
- パチFUN！（2014年〜2017年）
- マッコイ 小木の￥道中　もっでっぞ山形（2013年7月15日 - 9月30日、さくらんぼテレビ）
- ロンドンハーツ（2013年 - 2015年、テレビ朝日）
- おーい！ひろいき村「シンクロ部」（2015年、フジテレビ）
- 有吉ゼミ（2015年 - 2016年、日本テレビ）
- 水曜日のダウンタウン（2019年8月、TBS）
- DJモノフェスタ（2019年 - 2020年、フジテレビ）

### 配信
- バチェラー・ジャパンシーズン1 (2017年2月〜、Amazonプライムにて配信中）

### インターネットテレビ
- KONANの部屋（2011年4月4日-6月27日、あっ!とおどろく放送局）
- 田原俊彦 DOUBLE-T RELAX TIME IV
- コイカツ　恋愛ノウハウトークライブvol.2（マシェリバラエティ　マシェバラ 2011年10月21日）
- 24時間ゼロテレビ☆めちゃゆる(2014年８月)

### CM
- HEIWA
  - 企業CM「ゴルフ場に愛されている」篇（2012年）
  - 企業CM「最高の笑顔のために」篇（2013年）

### 映画
- TRUSH（2015年10月24日公開）

### 舞台
- ハイエナ（2013年2月）
- アトリエ・ダンカンプロデュース ミュージカル「新幹線おそうじの天使たち」（2013年3月16日 - 24日、AiiA Theater Tokyo）
- 言いたいことも言えない、小さな夢も見れない、汚い嘘や言葉で操られたくない、真っ直ぐに向き合う現実に誇りを持ちたいだけだから（2014年6月4日 - 8日、シアターサンモール）
- 僕らの罪団「ディスプレイ」（2015年４月、萬劇場）
- タマリ（2018年10月、ABCホール）

### ゲーム
- サカつくONLINE（2007年度）
- WCCF15－16（セガ・インタラクティブ、2016年稼働） - 秘書 役[5]

### その他
- パチンコCR必殺仕事人IV（おこな役）（2011年 - ）
- 2013年度HEIWAイメージガール（2013年度）

## 書籍

### 写真集
- KONAN THE FIRST（2007年6月、彩文館出版、撮影：上野勇） - ISBN 4-7756-0214-4

### デジタル写真集
- KONAN&松本さゆきデジタル写真集 『Double Bust 84+91』 - ウェイバックマシン（2009年2月3日アーカイブ分）（2009年、アスペクトデジタルメディア）

### ネット配信
- 鳥かご（2006年11月 MOOCS）（本人作詞の楽曲 1stDVDに収録）